# Le Charmel
Le Charmel es una comuna francesa, situada en el departamento de Aisne, de la región de Alta Francia.

## Demografía
| 223 | 206 | 180 | 249 | 268 | 282 | 311 | 319 |
| Para los censos de 1962 a 1999 la población legal corresponde a la población sin duplicidades (Fuente: INSEE [Consultar]) |     |     |     |     |     |     |     |